# Суперкубок Бельгії з футболу
Суперку́бок Бе́льгії з футбо́лу — одноматчевий турнір, у якому грають володар Кубка Бельгії і чемпіон попереднього сезону. У випадку, якщо кубок і чемпіонат виграла одна команда, то в Суперкубку грають перша і друга команди чемпіонату.

## Переможці
| Клуб              | Перемоги | Роки |
| ----------------- | -------- | --- |
| Брюгге            | 18       | 1980, 1986, 1988, 1990, 1991, 1992, 1994, 1996, 1998, 2002, 2003, 2004, 2005, 2016, 2018, 2021, 2022, 2025 |
| Андерлехт         | 13       | 1985, 1987, 1993, 1995, 2000, 2001, 2006, 2007, 2010, 2012, 2013, 2014, 2017                               |
| Стандард          | 4        | 1981, 1983, 2008, 2009                                                                                     |
| Генк              | 2        | 2011, 2019                                                                                                 |
| Беверен           | 2        | 1979, 1984                                                                                                 |
| Лірс              | 2        | 1997, 1999                                                                                                 |
| Антверпен         | 1        | 2023 |
| Юніон Сент-Жилуаз | 1        | 2024 |
| Гент              | 1        | 2015 |
| Зюльте-Варегем    | 1        | 1982 |